# Diplonaevia savilei
Diplonaevia savilei är en svampart som tillhör divisionen sporsäcksvampar, och som beskrevs av John Axel Nannfeldt. Diplonaevia savilei ingår i släktet Diplonaevia, och familjen Dermateaceae. Arten är reproducerande i Sverige.